# Lygus punctatus
Lygus punctatus är en insektsart som först beskrevs av Zetterstedt 1838.  Lygus punctatus ingår i släktet Lygus och familjen ängsskinnbaggar. Arten är reproducerande i Sverige. Inga underarter finns listade i Catalogue of Life.